# Vierzon (quận)
Quận Vierzon là một quận của Pháp, nằm ở tỉnh Cher, trongvùng Centre. Quận này có 8 tổng và 43 xã.

## Các đơn vị hành chính

### Các tổng
Các tổng của quận Vierzon là: 
1. Argent-sur-Sauldre
2. Aubigny-sur-Nère
3. La Chapelle-d'Angillon
4. Graçay
5. Lury-sur-Arnon
6. Mehun-sur-Yèvre
7. Vierzon - Tổng thứ nhất
8. Vierzon - Tổng thứ nhì

### Các xã
Các xã của quận Vierzon, và mã INSEE là: 
| 1. Allouis (18005)                 | 2. Argent-sur-Sauldre (18011)         | 3. Aubigny-sur-Nère (18015)        | 4. Berry-Bouy (18028)           |
| 5. Blancafort (18030)              | 6. Brinay (18036)                     | 7. Brinon-sur-Sauldre (18037)      | 8. Cerbois (18044)              |
| 9. Chéry (18064)                   | 10. Clémont (18067)                   | 11. Dampierre-en-Graçay (18085)    | 12. Ennordres (18088)           |
| 13. Foëcy (18096)                  | 14. Genouilly (18100)                 | 15. Graçay (18103)                 | 16. Ivoy-le-Pré (18115)         |
| 17. La Chapelle-d'Angillon (18047) | 18. Lazenay (18124)                   | 19. Limeux (18128)                 | 20. Lury-sur-Arnon (18134)      |
| 21. Massay (18140)                 | 22. Mehun-sur-Yèvre (18141)           | 23. Ménétréol-sur-Sauldre (18147)  | 24. Méreau (18148)              |
| 25. Méry-sur-Cher (18150)          | 26. Méry-ès-Bois (18149)              | 27. Nançay (18159)                 | 28. Neuvy-sur-Barangeon (18165) |
| 29. Nohant-en-Graçay (18167)       | 30. Oizon (18170)                     | 31. Presly (18185)                 | 32. Preuilly (18186)            |
| 33. Quincy (18190)                 | 34. Saint-Georges-sur-la-Prée (18210) | 35. Saint-Hilaire-de-Court (18214) | 36. Saint-Laurent (18219)       |
| 37. Saint-Outrille (18228)         | 38. Sainte-Montaine (18227)           | 39. Sainte-Thorette (18237)        | 40. Thénioux (18263)            |
| 41. Vierzon (18279)                | 42. Vignoux-sur-Barangeon (18281)     | 43. Vouzeron (18290)               |                                 |